# 彭運斌
彭运斌（1865年—1919年），字佑文，邓州文渠老街人。末代科举进士，清朝、民国时期政治人物。

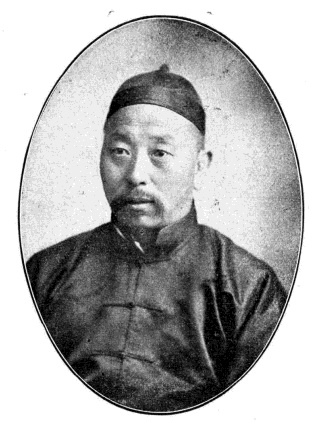

## 生平
彭运斌于光绪二十九年中举人，光绪三十年（1904年）考中甲辰恩科进士，历任刑部主事、资政院议员，筹建洛潼铁路。民国期间，担任河南省水利会会长，并为众议院议员。曾因水灾后平粜救济灾民。